# Haparanda (stad)
Haparanda (Fins en Meänkieli: Haaparanta) is de grootste plaats en het bestuurscentrum binnen de Zweedse gemeente Haparanda. De naam betekent 'strand met elzen'. Haparanda is de meest oostelijke plaats van Zweden en is een knooppunt in het verkeer tussen Zweden en Finland. De stad is twee- à drietalig; men spreekt en onderwijst in het Zweeds en Fins, en een minderheidstaal is het Meänkieli. In Haparanda kan men net zoals in andere plaatsen langs de Zweeds-Finse grens zowel met Zweedse kronen betalen als met euro's.

## Ligging
Haparanda is gelegen aan de monding van de Torne. De rivier is niet bruikbaar voor de commerciële vaart, dus de wegen langs de rivier moeten een groot achterland bedienen voor levensmiddelen. Haparanda ligt aan de Europese weg 4 die vanuit het westen vanuit Luleå komt. Naar het noorden loopt de Riksväg 99 naar bijna alle grote dorpen in dit gebied. Deze weg heeft ook vele aftakkingen richting het binnenland van vrijwel onbewoond gebied met hier en daar bebouwing. Aan de overzijde van de Torne ligt de Finse zusterstad Tornio (samen vormen ze Eurocity). Tussen beide steden ligt alleen een Fins eiland, waarover de bruggen zijn aangelegd. Tornio op haar beurt is aangesloten op de Europese weg 8 en Finse weg 21, waaraan de Luchthaven Kemi-Tornio ligt, even ten oosten van de plaats. Ten zuiden van Haparanda ligt de Botnische Golf, die 's zomers tot haven dient; 's winters is die zee dichtgevroren.

### Spoor

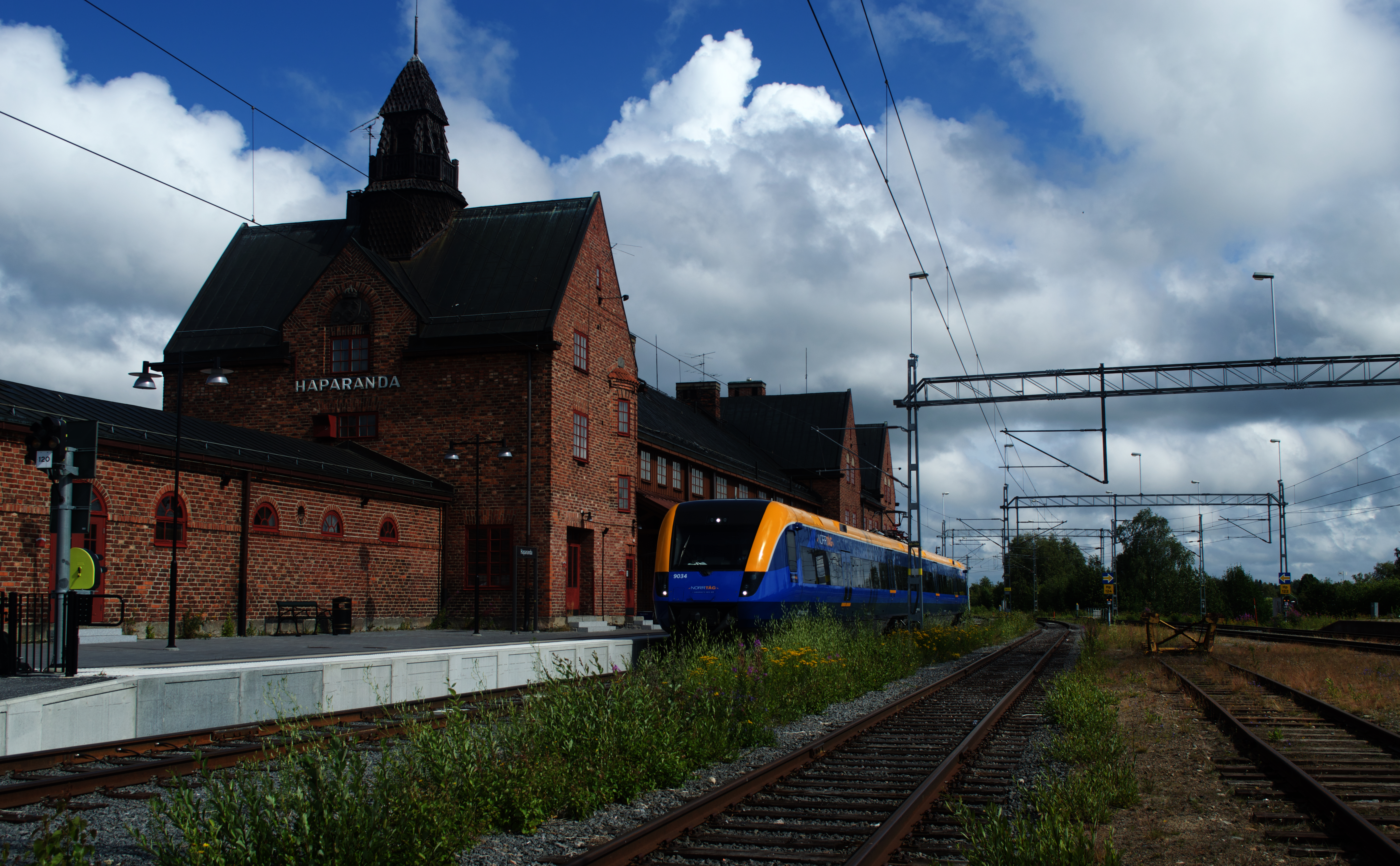
Station van Haparanda uit 1916

Haparanda is sinds 21 januari 1916 verbonden met het Zweedse spoornet. Het reizigersvervoer werd in 1992 gestaakt, maar sinds 1 april 2021 rijdt er weer drie keer per dag een reizigerstrein van en naar Luleå.

## Geschiedenis

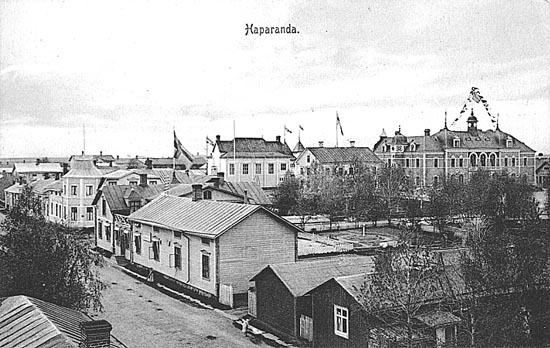
Haparanda circa 1915 met op achtergrond het stadhuis

Beeld ter nagedachtenis van de naar Zweden gevluchte kinderen in WOII, op de achtergrond Tornio

Toen Zweden en Rusland in 1809 vrede tekenden, werd het Finse Tornio Russisch. In de jaren daarop vluchtten veel Finnen naar de overzijde van Tornio en dat leidde in 1812 tot de officieuze stichting van Haparanda. De Zweedse staat wilde zo dicht bij de grens geen stad en stichtte een stad ongeveer 10 km ten westen van Tornio in de buurt van het huidige Nikkala. Men trok slechts 21 bewoners aan en het dorp werd niet gebouwd. In 1821 werd in de buurt een handelsplaats toegestaan, ook weer in de omgeving van Nikkala, zodat er toen drie verschillende Haparanda’s waren, waarvan twee niet-bestaand. Uiteindelijk won toch het oorspronkelijke Haparanda door zich te richten op de handel met Finland. De stad kreeg in 1842 stadsrechten.
Gedurende de Eerste Wereldoorlog werden veel gewonde Duitsers via Tornio en Haparanda naar Duitsland gerepatrieerd. Een aantal redde dat niet en Haparanda heeft dan ook een Duitse begraafplaats. Tegelijkertijd diende het als vluchtroute en als smokkelroute. Toen Lenin op zijn tocht naar Sint-Petersburg niet over Russisch grondgebied kon reizen was de enige mogelijkheid om vanuit Zwitserland de stad anoniem te bereiken een treinreis via Haparanda. (De spoorbrug naar Tornio was er nog niet, die volgde pas in 1919.)

In de Tweede Wereldoorlog werd de plaats weer belangrijk, opnieuw als vluchtroute en smokkelroute. De Finnen vochten destijds tegen de Russen voor onafhankelijkheid; ongeveer 80 000 Finse kinderen werden geëvacueerd.

## Economie
In 2006 opende IKEA hier haar meest noordelijke warenhuis met een oppervlakte van 24.500 m². Dit wordt ook wel de 'meest internationale' IKEA ter wereld genoemd, omdat het op de grens met het Finse Tornio ligt. Bovendien komen veel Russen uit de omgeving van Moermansk met busreizen naar deze IKEA.
Vanwege het toerisme dat op doortocht is naar de Noordkaap, is in Haparanda ook een tegenhanger gecreëerd genaamd Cape Botnia, omgedoopt tot Zuidkaap.